# Аллум'єре
Аллум'єре (італ. Allumiere) — муніципалітет в Італії, у регіоні Лаціо, метрополійне місто Рим-Столиця.
Аллум'єре розташований на відстані близько 60 км на північний захід від Рима.
Населення — 4059 осіб (2014).
Щорічний фестиваль відбувається 8 вересня. Покровитель — Santa Maria delle Grazie.

## Демографія
Населення за роками:

Станом на 1 січня 2023 року в муніципалітеті офіційно проживало 190 іноземців з 25 країн, серед них 149 громадян країн Євросоюзу та 3 громадяни України.

## Уродженці
- Франко Суперкі (*1944) — італійський футболіст, воротар.

## Сусідні муніципалітети
- Чівітавеккія
- Санта-Маринелла
- Таркуїнія
- Тольфа